# Waterman Aerobile

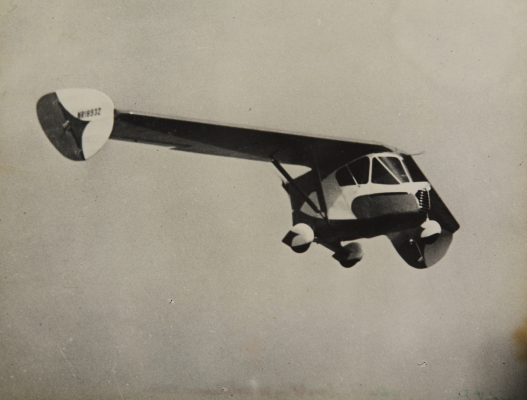
Waterman Aerobile

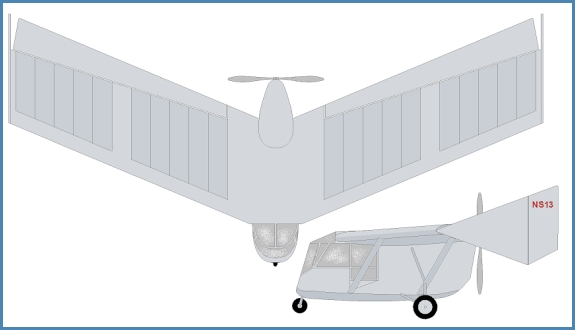
Arrowplane

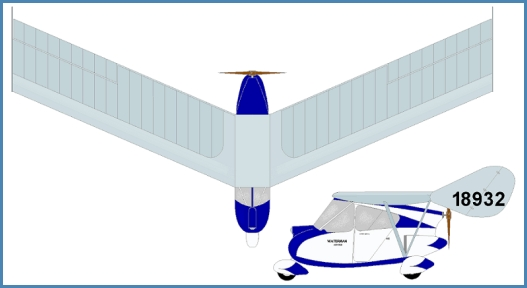
Aerobile

Das Waterman Aerobile, auch Aeromobile oder Arrowbile genannt, ist ein flugfähiges Automobil, entwickelt vom Amerikaner Waldo Waterman.

## Geschichte
Waterman beschäftigte sich ursprünglich mit der Idee, ein narrensicheres Volksflugzeug zu schaffen. Sein erstes Fluggerät war ein Beinahe-Nurflügel mit Entenleitwerk. Dieses befand sich an einem Ausleger vor dem Rumpf. Nachdem einige Zeitgenossen Waldo gefragt hatten, was denn dieses merkwürdige Gerät eigentlich darstellen solle, nannte er es kurz „Whatsit“.
Der nächste Entwurf wurde Arrowplan oder W4 genannt und zeigte bereits die typische Auslegung mit Pfeilflügel. Mit der Idee, ein straßentaugliches Gefährt zu entwerfen, das auf einem Flugplatz in kurzer Zeit mit einem Flügel versehen werden konnte, befasste sich Waterman als Nächstes.
Das erste fliegende Auto, das mehrmals flog und mehrfach nachgebaut wurde, wurde von Waldo Waterman entwickelt. Am 21. März 1937 führte er den Jungfernflug des Arrowbile oder Aerobile durch.
Waterman schwebte vor, eine Kette von Flugplätzen mit „Flügelverleih“ zu betreiben. Die fünf Aeromobile oder später Aerobile oder Arrowbile genannten Versuchsmuster zeigten gute Flugeigenschaften. Als Straßenfahrzeug wurde die Luftschraube ausgekuppelt und der Motor trieb dann die Hinterräder an. Die Spannweite der Aerobiles betrug 11,7 m und die Länge 6,10 m. Die mit einem 95 PS starken Menasco-Motor ausgerüsteten Geräte erreichten in der Luft bis zu 170 km/h. Die hier abgebildete Maschine ist bis heute erhalten.